# Bildstock (Pfaffenhausen; Fuchsstadter Straße)

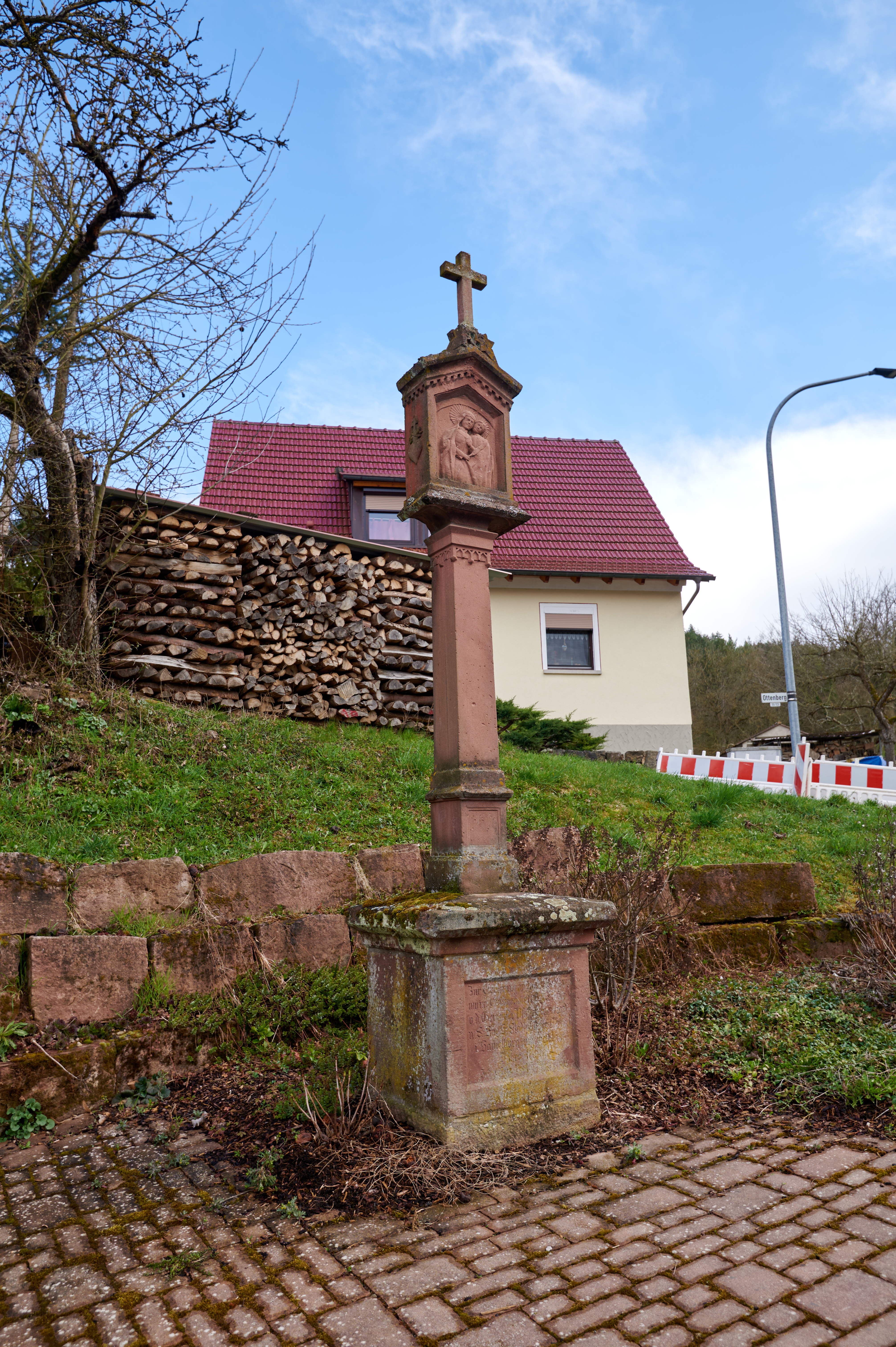
Bildstock in Pfaffenhausen, Fuchsstadter Straße.

Der Bildstock Fuchsstadter Straße befindet sich in Pfaffenhausen, einem Gemeindeteil der Kleinstadt Hammelburg im Landkreis Bad Kissingen, in der Fuchsstadter Straße.
Er gehört zu den Baudenkmälern von Hammelburg und ist unter der Nummer D-6-72-127-112 in der Bayerischen Denkmalliste registriert.

## Beschreibung
Der Bildstock besteht aus rotem Sandstein und entstand im Jahr 1865. Er stand früher im Ort an der Straße Am Ottenberg vor dem Anwesen Nr. 9 und wurde im Jahr 1966 an die Abzweigung der Straße nach Fuchsstadt an die Flur Klinge versetzt.
Der Bildstock wird von flachen Blätterzahnwerk und einem Kreuz bekrönt, besteht aus einem flachen Kapitell mit überstehendem Satteldach, einer Flachnische mit dem Hauptrelief Maria mit dem Kinde und einem zinnförmigen Ornamentband oberhalb der Flachnische, erhabenen Darstellungen vom Herz Jesu und Herz Mariens an der flachen Seite links und rechts und einem mit einem linearen Schmuckband verzierten Schafthals. Die Inschrift in Frakturschrift auf dem Sockel lautet:

„Zur Erinnerung An Das Hl. Jubilarium

1. Christmonate 1865

Errichtet V. D. Gemeinde Pfaffenhausen

Und V. S. Hoch. H. Stadtpfarrer ....Apperl In Hammelburg

Eingeweiht im Jahre 1866......

Joh. Glück... Kirchenpfleger. I. K. Volpert, Bildhauer“